# Hautetfort
Ne doit pas être confondu avec Hautefort.
La plateforme de blog Hautetfort (« hautETfort ») a été lancée en 2003 par Benoît Desavoye, qui l'a revendue fin 2004 à la société blogSpirit. 

## Historique
En février 2008, Hautetfort lance une nouvelle version de son portail, incluant des fonctionnalités inédites, telles que la géolocalisation des contenus des blogs sur une carte Google interactive.
En même temps, Hautetfort désigne par le sigle VIB, « Very Important Blogueurs », les auteurs qui se sont distingués par la richesse et l'originalité de leurs articles, par la régularité de leurs mises à jour et par le taux de fréquentation dont ils font bénéficier la plateforme Hautetfort. Le « club VIB » met ces blogueurs en valeur en les rassemblant dans des rubriques thématiques.

## Accueil
,